# لورينزو ييتس
لورينزو جوردين ييتس (بالإنجليزية: Lorenzo Gordin Yates)‏ (مواليد 12 كانون الثاني/يناير 1837، الوفاة كانون الثاني / يناير 1909) هو طبيب أسنان وعالم أحفوريات وعالم آثار وعالم نبات أمريكي.

## السيرة الذاتية

### النشأة
ولد لورينزو ييتس في 12 يناير 1837 على جزيرة شيبي القريبة من نهر التايمز. درس في مختلف المدارس الخاصة وفي سن 14 انتقل إلى مدينة نيويورك. كانت دراسته متنوعة بين طب الأسنان والطب إلى الكيمياء والمعادن وحتى المستحاثات. كان يريد دراسة الطيور، ولكنه أدرك أن شغفه بطب الأسنان أكبر، وبدأ ممارسته في ولاية ويسكونسن في عام 1861. في نفس الدولة تزوج يونيس أميليا ليك وانتقل إلى سنترفيل، كاليفورنيا معها في عام 1864. هناك استمر في طب الأسنان وبحث عن الأحفوريات في جبل ميشن.

## الاكتشافات
في فريمونت شارك في أبحاث عن بقايا الفيلة والخيول مع تشارلز ألين وإيمري مونيان والتي تم اكتشافها من قبلهم بين عام 1867 وعام 1876. وقبل ذلك اكتشف أيضًا نابًا وفكًا لحيوان الصَنَّاجة أو الماستودون في عام 1871 في منطقة ميشن سان خوسيه، وكان ذلك هو الفك الأكثر اكتمالا الذي تم اكتشافه في ولاية كاليفورنيا. أرسل الفك إلى كلية ييل للفحص وجمع المزيد من أحافير الأفيال في عام 1872 والتي تم فحصها في كلية واباش. كما اكتشف بعض الحيوانات البرمائية والتي أسماها الوحوش البحرية لمقاطعة ألاميدا حيث كان قد اكتشفها هناك.

## وفاته وذكراه
انتقل لورينزو إلى سانتا باربارا في كاليفورنيا في عام 1881 حيث كان يعمل في جمعية سانتا باربرا للتاريخ الطبيعي حتى وفاته في كانون الثاني/يناير 1909. وخلال حياته كان يعمل في العديد من المنظمات مثل أكاديمية كاليفورنيا للعلوم وجمعية كاليفورنيا لطب الأسنان ومعهد نيوزيلندا والجمعية التاريخية لكاليفورنيا الجنوبية والعديد من المعاهد، كذلك كان زميلا للجمعية الجيولوجية الأمريكية. بعض الأحفوريات التي اكتشفها تم نقلها إلى متحف حديقة غولدن غيت وكثير منها تم التبرع بها لحي المدارس في لينكولن.